# Barrage de TaSang
Le barrage de TaSang (ou de Mong Ton) est un barrage en construction situé en Birmanie sur le Salouen. Il devrait être le plus grand barrage du pays, avec une capacité hydroélectrique théorique de 7 110 MW. Sa construction a commencé en 2007, elle est marquée des troubles civils dans la  région et par le déplacement forcé de populations locales.
Il est estimé que 90 % de l'électricité générée serait vendue à la Thailande et à la Chine,.

## Histoire
Les premières esquisses du projet remonte à 1981. Dans les années 1990, le gouvernement birman entame une campagne de réinstallation forcé afin de faire débuter le projet. Entre 200 000 et 300 000 personnes sont déplacées.
En 2009, à cause de retard, le contrat avec le constructeur thaïlandais MDX Group, en accord depuis 1981, est résilié. Un nouveau contrat avec l'Electricity Generating authority of Thailand est signée la même année.
En 2013, la construction était toujours à l'arrêt à cause de conflits dans la région. 
En 2016, des manifestations continuaient de bloquer le projet, dont la mise en service est alors prévue pour 2022.
En 2021, le projet est toujours dans sa phase de planification.